# Doggumentary
Doggumentary ist das elfte Studioalbum des US-amerikanischen Rappers Snoop Dogg. Es wurde am 29. März 2011 bei Doggystyle Records sowie bei Priority Records veröffentlicht.

## Hintergrund
Das E-Zine HipHopDX gab am 2. September 2010 in Zusammenhang mit der Veröffentlichung einer Videobotschaft von Snoop Dogg bekannt, der Rapper arbeite mit dem Musikproduzenten Swizz Beatz an einem neuen Album mit dem Arbeitstitel Doggystyle 2. Die Produktion solle ein Nachfolger zu seinem Album Doggystyle aus dem Jahr 1993 werden. Im November wurde der Arbeitstitel zugunsten des Titels Doggumentary Music verworfen. Veröffentlicht wurde das Album mit dem Titel Doggumentary.
Das Album gilt als sein vorerst letztes Album, bei dem er den Namen Snoop Dogg verwendet. Der Rapper gab 2012 bekannt, er werde sich fortan Snoop Lion nennen und Reggaemusik machen. Der Rapper hatte bereits 1996 den Namen Snoop Doggy Dogg aufgegeben, als er das Musiklabel Death Row Records verließ, welches die Namensrechte hielt. Er nannte sich fortan Snoop Dogg.

## Titelliste
Alle Titel von Snoop Dogg (Calvin Broadus), wo nicht anders angegeben.
1. Toyz n da Hood (feat. Bootsy Collins) – 2:40 (Broadus, George Clinton)
2. The Way Life Used to Be – 3:34 (Broadus, Sam Cooke / Lamont Dozier, Brian Holland, Eddie Holland, Luther Vandross)
3. My Own Way (feat. Mr. Porter) – 3:05
4. Wonder What It Do (feat. Uncle Chucc) – 3:34
5. My Fucn House (feat. E-40, Young Jeezy) – 5:07
6. Peer Pressure (feat. Traci Nelson) – 4:07
7. I Don’t Need No Bitch (feat. Devin the Dude, Kobe Honeycutt) – 3:59
8. Platinum (feat. R. Kelly) – 4:29 (Broadus, R. Kelly)
9. Boom (feat. T-Pain) – 3:50
10. We Rest n Cali (feat. Bootsy Collins, Goldie Loc) – 4:10 (Broadus, Larry Troutman, Roger Troutman)
11. El Lay (feat. Marty James) – 4:06
12. Gangbang Rookie (feat. Pilot) – 3:46
13. This Weed Iz Mine (feat. Wiz Khalifa) – 3:43
14. Wet – 4:45
15. Take U Home (feat. Daz, Kokane, Too Short) – 3:55
16. Sumthin’ Like This Night (feat. Gorillaz) – 3:37
17. Superman (feat. Willie Nelson) – 2:05
18. Eyez Closed (feat. John Legend, Kanye West) – 5:02 (Broadus, Kanye West)
19. Raised in da Hood – 3:39 (Broadus, R. Troutman)
20. It's D Only Thang – 3:16
21. Cold Game (feat. LaToiya Williams) – 3:49

## Kritik
| Professionelle Bewertungen | Professionelle Bewertungen |
| -------------------------- | -------------------------- |
| Kritiken                   |                            |
| Quelle                     | Bewertung                  |
| Allmusic                   | [ 4 ]                      |
| HipHopDX                   | [ 5 ]                      |
| Pitchfork Media            | [ 6 ]                      |
| Rolling Stone              | [ 7 ]                      |

In seiner Rezension für die Online-Musikdatenbank Allmusic meint David Jefferies, dass Snoop Dogg den geplanten Albumtitel als Warnung an seine Fans aufgegeben habe. Während Doggystyle ein Album ohne Füllmaterial sei, verhafte Doggumentary auf dem Standard eines Mixtapes. Es seien mit Reminiszenzen an Pop (Boom), an die P-Funk-Legende Bootsy Collins (We Rest n Cali, Toyz n da Hood), an Roger Troutmans Funkband Zapp (We Rest n Cali, Raised in da Hood) oder die Kollaborationen mit den Gorillaz (Sumthin’ Like This Night) und Willie Nelson (Superman) sowie dem ausgefallenen Wet zwar alle Elemente für ein gutes Album vorhanden, aber es sei mit 21 Titeln deutlich zu lang.
Rolling-Stone-Autor Jon Dolan meint, Snoop Dogg beschwöre sehnsüchtig seine Jugend, weist dabei jedoch ebenfalls auf die Besetzung mit Größen des Genres hin, die auf dem Album versammelt sind. HipHopDX meint gar, neben ein paar wenigen Spritzern Größe sei das Album der Westcoast-Ikone eine schwere Enttäuschung.

## Singles
Aus dem Album wurden drei Singles ausgekoppelt.
Als erste Single erschien das von dem US-amerikanischen Musikduo The Cataracs produzierte Wet. Ein Remix des Titels durch den französischen DJ David Guetta namens Sweat notierte in Deutschland sowie in der Schweiz auf Platz zwei der Hitparaden. Im Vereinigten Königreich erreichte der Remix Platz vier und in Österreich erreichte Sweat die Chartspitze.
Die zweite Single Platinum featured den amerikanischen Contemporary-R&B-Sänger R. Kelly, konnte sich aber in den Hitparaden nicht platzieren.
Zuletzt wurde mit Boom ein Featuring mit dem US-amerikanischen Rapper T-Pain veröffentlicht. Es konnte den Erfolg von Wet/Sweat nicht wiederholen. Die Single erreichte in den britischen UK Top 40 Platz 56 und in den US-amerikanischen Billboard Hot 100 Platz 76.

## Kommerzieller Erfolg
Doggumentary kletterte in den USA auf Platz 8 und in Großbritannien wie in Deutschland auf Rang 44. In Österreich konnte das Album nicht charten.
| ChartsChartplatzierungen       | Höchstplatzierung | Wochen |
| ------------------------------ | ----------------- | ------ |
| Deutschland (GfK)              | 44 (5 Wo.)        | 5      |
| Schweiz (IFPI)                 | 16 (8 Wo.)        | 8      |
| Vereinigte Staaten (Billboard) | 8 (7 Wo.)         | 7      |
| Vereinigtes Königreich (OCC)   | 44 (2 Wo.)        | 2      |